# Спірідон Олександр Федорович
Олександр Федорович Спірідон (рум. Alexandru Spiridon, 20 липня 1960, Єдинці, Молдавська РСР, СРСР) — молдовський футболіст, півзахисник, тренер.
Футболіст, який провів більшу частину своєї кар'єри у себе на батьківщині, вигравши поспіль п'ять національних титулів, є єдиним, хто отримував і титули найкращого гравця (1992) і найкращого тренера Молдови (2001). Крім того Спірідон був першим історичним капітаном збірної, і гравцем, який забив перший гол в історії збірної Молдови.
По завершенні ігрової кар'єри працював тренером. З 2004 по 2016 рік — помічник головного тренера «Шахтаря» (Донецьк). Очолював тренерський штаб збірної Молдови.

## Біографія
Народився 20 липня 1960 року у молдавському містечку Єдинці. Розпочав кар'єру в 1976 році в «Ністру» (майбутній «Зімбру»), але через травму на високий рівень вийти не зумів.
|                      | Я вже був гравцем молодіжної збірної СРСР — грав із Заваровим, Тараном. Загалом, подавав серйозні надії і дуже високо котирувався в колишньому СРСР. Але я як патріот вирішив піднімати футбол рідної Молдови. У 1979 році ми повинні були їхати на чемпіонат світу. А в ті часи було поширене таке явище, як матчі між командами майстрів і любителів. Ми їздили по селах і маленьких містах, грали з місцевими — так пропагувався футбол. І під час такого поєдинку в місті Фалешти, за два дні до від'їзду до збірної, мені зламали ногу. Обидві кістки... Це було моторошно: великий палець стопи дістав до коліна, нога просто бовталася. Досі люди кажуть, що такого жахливого крику, як тоді мій, більше в житті не чули. І все. Моя кар'єра тільки-тільки почалася... Одразу викликали санавіацію, переправили мене в Кишинів. Через добу прооперували, поставили апарат Ілізарова, з ним я проходив 13 місяців. Крім того, я сильно підірвав здоров'я рентгенограмами: їх робили по 7-8 у день, при тому, що в рік можна не більше двох! Але це було необхідно, рентген допомагав лікарям при підкручуванні шурупів, що сполучають кістки. Так за рік мені зробили 46 рентгенів. Коротше кажучи, я вибув з футболу надовго. А коли відновився, був уже не тим, втратив швидкість. Але продовжував грати: свій останній матч провів у 38 років. |
| — Олександр Спірідон | |

В подальшому грав в українських СКА (Київ) та в ворошиловградській «Зорі»
З 1983 року знову грав у Молдові, спочатку за «Ністру», з яким довелося Олександру трохи пограти і у Вищій лізі чемпіонату СРСР. Це трапилося в тому ж 1983 році, коли «Ністру» на один сезон потрапив в елітну лігу союзного футболу. В тому чемпіонаті Спиридон відіграв 19 матчів, але команда в Вищій лізі не втрималась. ПізнішеСпірідон грав в «Зарі» з міста Бєльці і 1990 року знову повернувся в «Зімбру», до тренерського штабу якого приєднався в 1992 році.

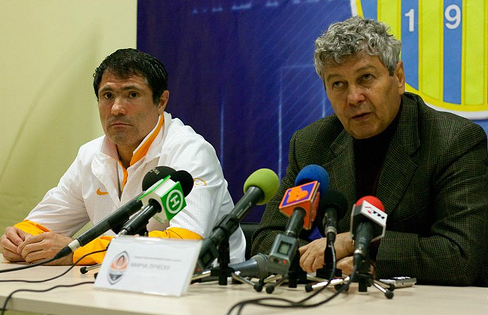
Спірідон та Мірча Луческу під час роботи з «Шахтарем». 2009 рік.

Спірідон провів 16 матчів за збірну Молдови, забивши два голи. Він зіграв свій останній міжнародний матч 29 березня 1995 року проти Албанії (0:3).
З 1994 року тренував першу команду «Зімбру», після чого працював з молдовськими клубами «Тілігул» та «Уніспорт». Паралельно з 1994 по 2000 рік працював у тренерському штабі збірної Молдови, після чого очолив «молодіжку», але влітку наступного року Спірідон повернувся до головної команди країни, яку тренував до кінця року. За цей час здобув одну перемогу — над Азербайджаном (2:0) і зазнав чотири поразки — від Португалії (0:3), Словаччини (2:4), Румунії (2:3) і Туреччини (0:3).
У 2001—2002 роках знову очолював «Зімбру», а потім «Ністру» (Атаки).
Влітку 2004 року Мірча Луческу запросив Спірідона стати його асистентом у «Шахтарі» (Донецьк), де крім тренерських обов'язків також виконував роль перекладача. У цій ролі він виграв 21 національний титулів з «Шахтарем» (8 чемпіонатів, 6 Кубків і 7 Суперкубків), а також Кубок УЄФА 2007—2008. Крім того в січні 2012 року, після того як Луческу потрапив у лікарню після ДТП в Румунії, саме Спірідон займався підготовкою команди до другої половини сезону на тренувальному зборі в Дубаї, а потім і очолював команду на турнірі Copa del Sol в Іспанії.
В травні 2016 року разом із Луческу і всім іншим тренерським штабом перейшов на роботу в пітерський «Зеніт». Наприкінці травня 2017 року Луческу було звільнено, і Спірідон разом з іншими тренерами залишив Санкт-Петербург.
На початку 2018 року змінив Ігоря Добровольського на посаді головного тренера збірної Молдови. За півтора року, 19 липня 2019 року, Футбольна федерація Молдови ухвалила рішення про припинення співпраці зі спеціалістом.

## Досягнення

### Як гравець
- Чемпіон Молдови: 1992, 1992/93, 1993/94, 1994/95, 1995/96.
- Футболіст року в Молдові: 1992

### Як асистент
- Чемпіон України (8): 2004/05, 2005/06, 2007/08, 2009/10, 2010/11, 2011/12, 2012/13, 2013/14
- Володар Кубку України (6): 2003/04, 2007/08, 2010/11, 2011/12, 2012/13, 2015/16
- Володар Суперкубка України (7): 2005, 2008, 2010, 2012, 2013, 2014, 2015
- Володар Кубка УЄФА (1): 2008/09
- Володар Суперкубка Росії (1): 2016
- Тренер року в Молдові: 2001

### Нагороди
- Медаль «За працю і звитягу» (25 травня 2009) — за досягнення визначного спортивного результату — здобуття Кубка УЄФА 2009 року, виявлені мужність, самовідданість і волю до перемоги, утвердження міжнародного авторитету вітчизняного футболу[11]
- Орден «За заслуги» III ст. (12 травня 2011) — за значний особистий внесок у розвиток вітчизняного футболу, утвердження міжнародного спортивного авторитету України, багаторічну плідну працю та з нагоди 75-річчя від дня заснування футбольного клубу «Шахтар» (Донецьк)[12]